# Байдаулет, Ерлан Алимжанович
Ерлан Алимжанович Байдаулет (каз. Ерлан Әлімжанұлы Байдәулет; род. 7 августа 1970, Алматинская область, КазССР) — казахстанский экономист/финансист. Генеральный директор Исламской Организации по Продовольственной Безопасности.

## Биография
Родился 7 августа 1970 года в Алматинской области. В 1992 году окончил Казахский национальный университет имени аль-Фараби по специальности история и политическая экономия. В 1993 году стал кандидатом наук в Институте Экономики Академии наук Казахстана, в 1994 году окончил аспирантуру в Университете Санкт-Галлена. Магистр делового администрирования в области банковского дела и финансов.
В 2011 году решением Ученого Совета международного казахстанско-малайзийского университета Руханият присвоено академическое звание Профессор. Решением Академического Совета Казахского Национального Аграрного Университета (от 25.05.2021, протокол #10) присвоено академическое звание Почетный Профессор.
- В 1993—1994 гг. — Ассистент руководителя районной администрации г. Талгар,
- В 1994—2000 гг. — Консультирование/управление компаниями.
- В 2001—2005 гг. — Представитель Исламского банка развития в Казахстане.
- В 2005—2006 гг. — Президент ОАО «Центр инжиниринга и трансферта технологий».
- В 2006—2010 гг. — Глава представительства Евразийского банка развития в г. Астана.
- В 2010—2015 гг. — Председатель Ассоциации по развитию исламских финансов[2].
- В 2010—2019 гг. — Советник по странам ОИС при Министерстве инвестиций и развития Казахстана (представитель по сотрудничеству с Исламским банком развития, Исполнительный директор ИБР, отвечающий за 7 стран-участников ИБР (2011—2014)[3][4][5];
- С ноября 2018 по апрель 2019 года — Старший эксперт по продовольственной безопасности Экспертного Совета при Совете Безопасности Казахстана.
- С мая по август 2019 года — Исполняющий обязанности Генерального директора Исламской организации по продовольственной безопасности
- С сентября 2019 года — Генеральный директор Исламской организации по продовольственной безопасности.[6]

## Награды
- Обладатель премии «Глобальные Исламские Финансы» за вклад в развитие мировой индустрии исламского финансирования (вручена в октябре 2015 г.в г Манама (Бахрейн)
- Обладатель главного приза "Prix de la Fondation" престижного мирового форума Crans Montana Forum за вклад в укрепление международной продовольственной безопасности и институциональное развитие Исламской Организации по Продовольственной Безопасности (вручен в ноябре 2022 г. в г.Женева (Швейцария)

## Публикации
- Статьи об исламских финансах (Business Islamica, No.7, 2010), Global IF Report 2011 (UK), Willey’s World Islamic Finance Handbook 2014 (RedMoney Group, KL), интервью для ThompsonReutors, Bloomberg and казахстанских СМИ.
- Книги: 2010 «Основы исламского (этического) финансирования» (опубликована на русском, казахском и узбекском языках), 2016 («Исламское финансирование: теория, практика, вопросы регулирования»).